# 烏号弓
烏号弓（うごうきゅう）は、中国古代伝説に登場する名弓。別称「烏号」とも記され、その名称の由来や伝承は前漢から明代の文献に跨って記録されている。特に黄帝伝説との結びつきが深く、中国神話の象徴的武具として文化的影響を残した。

## 伝説の由来
烏号弓の伝説的核心は、黄帝昇天譚に基づく。以下の要素が複数の史書で共通して記録される：
1. 鼎湖での昇天  
```
  黄帝が首山の銅を採り、荊山麓で鼎を鋳造。鼎完成時に龍が現れ、黄帝と従者70余人を乗せて昇天。残された小臣が龍髭に掴まるも脱落し、弓が地上に墜落。
```

2. 民衆の哀悼 
```
  民衆が墜落した弓と龍髭を抱き、「烏号」と称して号泣。この地が「鼎湖」、弓が「烏号」と命名された（『史記』封禅書・孝武本紀）。
```

3. 異説の並存  
```
  高誘『淮南子注』では、桑柘材説（枝に止まる烏が弾かれて号泣した故事）を併記し、材質起源説と昇天説の二系統が後世に伝播。
```

## 黄帝神話との融合
- 昇天の象徴性

```
 黄帝が「土徳の帝王」として中央を統べる五行思想と結びつき、烏号弓は「天と地を繋ぐ神器」として解釈された。特に漢代、武帝が黄帝祭祀を再興した際、烏号弓の伝説が「受命の瑞兆」として政治的に利用された。
```

- 詩文への引用

```
 曹丕「彎我烏号弓」（『文選』巻29）や黄庭堅「烏号厭世弓」など、帝王の威光や死生観を表現する比喩として定着。
```

- 日本的受容

```
 江戸時代の『和漢三才図会』（1712年）巻83では、中国の奇弓として紹介。林羅山『本朝神社考』（1615年）では「黄帝の遺宝」として神秘性が強調された。
```

### 文献的多様性
| 文献               | 黄帝描写         | 烏号弓の位置付け               |
| ------------------ | ---------------- | ------------------------------ |
| 『淮南子』（前漢） | 人間君主         | 実用的な良弓                   |
| 『史記』（司馬遷） | 神格化された帝王 | 昇天の遺物                     |
| 『論衡』（王充）   | 伝説批判の対象   | 「竜髯と共に墜つは虚妄」と否定 |
| 『幼学瓊林』（明） | 武具の代名詞     | 「弓号烏号」と公式認定         |

## 文化的展開
- 葬儀儀礼

```
 「号弓」は帝王の崩御を意味する典故となり、唐の権徳輿「最怆号弓処」や明の張煌言の詩に使用。
```

- 武術象徴

```
 唐代の射礼で「烏号の儀」が行われるなど、弓術修練の精神的標的として扱われた（『碧梧玩芳集』巻7）。
```

- 現代再解釈

```
 山東曲阜の景霊宮再建（2020年代）では、黄帝祭祀と共に烏号弓伝説が観光資源化されている。
```

### 原典
- 司馬遷『史記』封禅書（前1世紀）、中华书局1959年版
- 劉安編『淮南子』原道訓（前2世紀）、中国哲学書電子化計画
- 王充『論衡』道虚篇（1世紀）、同サイト
- 程登吉『幼学瓊林』（1635年）、徳間書店和刻本1977年復刻

### 研究文献
- 白川静『中国の神話』（中央公論社、1975年）
- 藪内清『和漢三才図会の研究』（吉川弘文館、1987年）
- 張茂澤『黄帝与黄帝祭祀』（陝西人民出版社、2014年）